# Woodward (Oklahoma)
Woodward is een plaats (city) in de Amerikaanse staat Oklahoma en valt bestuurlijk gezien onder Woodward County.

## Demografie
Bij de volkstelling in 2000 werd het aantal inwoners vastgesteld op 11.853.
In 2006 is het aantal inwoners door het United States Census Bureau geschat op 12.033, een stijging van 180 (1.5%).

## Geografie
Volgens het United States Census Bureau beslaat de plaats een oppervlakte van
34,2 km², waarvan 34,0 km² land en 0,2 km² water. Woodward ligt op ongeveer 611 m boven zeeniveau.

## Plaatsen in de nabije omgeving
De onderstaande figuur toont nabijgelegen plaatsen in een straal van 32 km rond Woodward.